# Dubnica nad Váhom
Dubnica nad Váhom (německy Dubnitz an der Waag, maďarsky Vágtölgyes) je město na Slovensku; leží v Trenčínském kraji, v okrese Ilava. Žije zde přibližně 22 tisíc obyvatel. Dříve zde byly závody těžkého strojírenství, je zde hydroelektrárna na Váhu, továrny na výrobu stavebních hmot i potravinářské závody. V centru města se nachází renesanční panské sídlo (později barokně přestavěné) s anglickou zahradou.
Dubnica nad Váhom je největším městem okresu a zároveň největším slovenským městem, které není okresní.

## Části města
| - sídliště Centrum I - sídliště Střed - sídliště Centrum II | - sídliště Pod hájom (Centrum III) - sídliště Pod kaštieľom - sídliště Háje | - Kolonky - Za traťou - Prejta |

## Historie

### Pravěk
První obyvatelé žili v prostoru dnešní Dubnice již v době kamenné, o čemž svědčí nález hliněné pece z období doby kamenné v městské části Prejta, v lokalitě nazvané Sedličky. Byly nalezeny artefakty ze starší době bronzové (cca 2000 př. Kr.). Lid únětické kultury obýval údolí Váhu, v lokalitě Kvášovec měl své sídliště a pohřebiště lid lužické kultury. Z tohoto období se zachovaly nálezy většího sídliště s více fázemi osídlení a žárovým pohřebištěm i ve Velkém Kolačíně. V mladší době železné, zvané doba laténská, bylo území Slovenska osídleno Kelty a postupně se prosazovala tzv. púchovská kultura.

### Středověk
První Slované na střední Pováží začali přicházet na přelomu 5. a 6. století a mezi první osídlené lokality v okolí Dubnice patří Kvášovec, kde se našlo sídliště s obydlím a keramikou z mladšího slovanského období. Dvě slovanská sídliště z 10. až 11. století byla objevena i ve Velkém Kolačíně. Obydleno bylo i okolí Prejty, kde se při hloubení nového koryta potoka našlo středověké sídliště s keramikou, datovanou do 12. - 13. století. Z tohoto období se zachovala i první písemná zmínka o osadě „terra Dubnicze“ v listině z roku 1193. Další zachovaná zpráva je až z 28. června 1276, kdy za 50 hřiven stříbra Samson a Jakub prodali Dubnici Oltumanovi a jeho synu Chamarovi. V této listině se poprvé zmiňuje kostel, zasvěcený svatému Jakubovi apoštolovi, který je nejstarší památka města.

### Novověk
V Gyurikovitsově německy psané Habánské kroniky se píše, že v roce 1622 přišli do Dubnice na Váhom Habáni a zůstali zde přechodně 1 rok.
Na začátku 15. století byla Dubnica v majetku trenčínského hradního panství a koncem 16. století ji do zástavy převzal hrabě Štěpán I. Illesházy. Rodině Illesházyů patřila Dubnica až do 19. století. Významným bylo pro město období  Josefa Illesházyho, který zde dal dostavět zámek a upravit park, vymohl obnovení trhového práva a dal postavit nový kostel. Důležitým počinem pro obyvatele byla i zvláštní dohoda o vykoupení poddanských povinností. V jeho práci pokračoval syn Jan Křtitel Illesházy, který štědře podporoval slovanské písemnictví a podporoval chudé poddané. Jeho následovník, syn Štěpán Illesházy byl bezdětný a tedy byl posledním členem významného rodu; 21. května 1835 město prodal bankéři Georgu Sinovi.
Významné místo v procesu obrození sehrávaly osobnosti, působící na dubnické faře, mezi nimi Andrej Mésároš, František Xaver Hábel a Michal Rešetka. Po roce 1848 se Dubnica stala jedním ze středisek okresu Ilava. Při sčítání lidu v roce 1869 zde napočítali 1683 obyvatel a 228 domů, přičemž většina obyvatel pracovala v zemědělství. Rozšířeno bylo i povoznictví, řemesla a obchod. Poslední větší omezení, tzn. právo regálii, odprodala v roce 1887 dědička sinovského panství Ifigénia d’Harcourt, čímž se zvýšily možnosti na podnikání a rozvoj společnosti. V roce 1898 vzniklo ve městě Hospodářské spotřební a úvěrní družstvo, které si vyžádal velký rozvoj volného hospodářského podnikání.
Po vzniku Československa ve městě převládali živnostníci a až roku 1928 se výstavbou záložní továrny Škodových závodů v Plzni stala Dubnica průmyslovým městem; továrna na výrobu munice byla dokončena v roce 1936. Stavba továrny přinesla několik doprovodných investic, jako přeložení státní silnice, přesun koryta Lieskovského potoka, odbočku železniční tratě, ale také budování nových obydlí a veřejných budov. Jako zajímavost lze zmínit, že při stavbě továrny se našla kostra mamuta, ta byla později umístěna v muzeu v Praze. Během druhé světové války byla zbrojovka důležitým vyzbrojovacím podnikem německé armády a v té době zaměstnávala až 4 669 pracovníků. Ve městě byl v roce 1942 zřízen pracovní tábor, kde byli internováni Romové; dne 23. 2. 1945 zde došlo k masové vraždě nemocných vězňů. Sovětská a rumunská armáda  osvobodily město dne 28. dubna 1945.

### Období po 2. světové válce
V poválečném období nastala obnova průmyslu, výstavba sídlišť a rozvoj služeb a Dubnica se stala jedním z nejprůmyslovějších měst. Zanikly soukromé živnosti, které s problémy nahradily komunální podniky s nízkou úrovní vybavení i služeb. Změny nastaly i ve zbrojovce, která rozšířila svou výrobu a změnila svůj název na Závody K. J. Vorošilova. Továrna se stala jedním z největších výrobců vojenského vybavení v zemi. I díky tomu město v tehdejším Československu proslulo výrobou raketometů RM-70, tento mobilní raketový dělostřelecký systém byl zkonstruován jako raketová nástavba automobilu kopřivnické Tatry-813. Tento raketomet byl ve službách československé armády i armád tehdejšího východního bloku. Armáda České republiky tento raketomet vyřadila v roce 2010. Tento raketomet se v Dubnici nad Váhom vyráběl v letech 1979–1989. V roce 1988 patřily ZTS (Závody ťažkého strojárstva) Dubnica k největším zbrojařským podnikům v ČSSR a útlum zbrojařské výroby, její restrukturalizace a přechod na tržní hospodářství znamenaly vznik samostatných divizí a závodů.
Ve městě určitý čas  fungovala cihelna, která však byla v roce 1962 uzavřena. Další podnik ve městě, ZVS, resp. ADAST Dubnica několikrát měnil a rozšiřoval výrobu a kromě transformátorů vyráběl měrnou a čerpací techniku tekutých paliv a elektronická zařízení pro textilní průmysl. 
Dubnica prošla od roku 1989 výraznými změnami; město podporovalo rozvoj podnikání, služeb a obchodu a tak centrum regionu dnes poskytuje zázemí pro celou spádovou oblast. Moderní manažerský systém řízení města přinesl jeho systematický rozvoj podle Plánu hospodářského a sociálního rozvoje města do roku 2013, který respektoval územní plánování. Finance z fondů EU a grantů pomohly k přetváření Dubnice na moderní a životaschopné město.

## Pamětihodnosti
- Barokní kostel sv. Jakuba – nejstarší doklad, ve kterém se zmiňuje tento kostel je z roku 1276. Kostel je gotický, barokně upravený v roce 1754. Je obklopen zděnou ohradou a barokní branou.
- Zámeček – je z roku 1670; postavený ve stylu raného baroka s renesančními základy. Vstupní brána je barokní se čtyřhrannou věží. V západním křídle je kaple Nanebevzetí Panny Marie z roku 1730.
- Renesanční kúrie - pochází z 1. poloviny 17. století a byla upravena v 18. století.
- Pranýř
- Rokokové sousoší sv. Jana Nepomuckého - pochází z roku 1773, stojí na třech podstavcích, uprostřed je socha světce a po bocích jsou sochy dvou andělů.
- Sady J. B. Magina – první zmínky o parku souvisejí s budováním dubnického zámečku Gašparem Illesházym v 1. polovině 17. století, kdy ke zámečku patřila i zahrada. Nejvíce proslavila park oranžerie, která byla postavena ve druhé polovině 18. století. Pěstovaly se zde různé druhy exotického ovoce v uzavřených sklenících, včetně ananasů, pomerančů, citrónů či fíků.

## Doprava
- silnice I/61 mezi Bratislavou a Žilinou
- dálnice D1
- elektrifikovaná dvoukolejná železniční trať Bratislava – Žilina
- město nemá městskou dopravu, ale městskou dopravu nahrazují linky příměstské dopravy, z nichž většina je vedena jen po území města

## Osobnosti
- Dušan Blaškovič, herec
- Pavol Demitra, lední hokejista, ve městě po něm bude pojmenována základní škola, kterou navštěvoval.[7]
- Jan Křtitel Illesházy, župan trenčínské a liptovské župy, mecenáš
- Ján Baltazár Magin, básník a historik
- František Sedlák, archivář a historik
- Tomáš Tatar, lední hokejista, hrál za Detroit Red Wings

## Družební města
- Jaroslavl, Rusko
- Otrokovice, Česko
- Vác, Maďarsko
- Zawadzkie, Polsko